# Jock Richardson
Pour les articles homonymes, voir Richardson.

a Compétitions nationales et continentales officielles uniquement.

b Matchs officiels uniquement.
Johnstone Richardson dit Jock Richardson, né le 2 avril 1899 à Dunedin et mort le 28 octobre 1994 à Nowra, est un joueur de rugby à XV qui a joué avec l'équipe de Nouvelle-Zélande évoluant au poste de deuxième ligne.

## Carrière
Jock Richardson joue 14 matchs avec la province de Otago et 15 avec celle de Southland. Il dispute son premier test match avec l'équipe de Nouvelle-Zélande le 13 août 1921 contre l'Afrique du Sud. Son dernier test match a lieu contre la France, le 18 janvier 1925.

## Statistiques en équipe nationale
- Nombre de test matchs avec les Blacks : 7 (3 comme capitaine)
- Nombre total de matchs avec les Blacks : 42 (16 comme capitaine)